# 10 Years
A 10 Years (szó szerint "10 év") egy amerikai alternatív metal együttes, amelyet 1999-ben alapítottak Tennessee államban, Knoxville-ban. A zenekar Jesse Hasek énekesből, Brian Vodinh szólógitárosból, Matt Wantland ritmusgitárosból, Chad Grennor basszusgitárosból és Luke Narey dobosból áll. Az együttes megalakulása óta több változáson ment keresztül, az egyetlen alapító tag Brian Vodinh és Matt Wantland. Eddig kilenc stúdióalbumot jelentettek meg, legutóbb a Violent Alliest, amely 2020. szeptember 18-án jelent meg.

## Albumok
- Into the Half Moon (2001)
- Killing All That Holds You (2004)
- The Autumn Effect (2005)
- Division (2008)
- Feeding the Wolves (2010)
- Minus the Machine (2012)
- From Birth to Burial (2015)
- (How to Live) As Ghosts (2017)
- Violent Allies (2020)

## Zenei stílusuk
A zenekar műfaját az újságírók elsősorban alternatív metálnak nevezték; azonban a post-grunge és a progresszív metál kategóriába is sorolták őket. A zenekart volt aki párhuzamba állította a Tool együttessel, összehasonlítva Jesse Hasek énekhangját a Tool együttes énekesének, Maynard Jamesnek az énekhagjával.

## Az együttes tagjai
Jelenlegi tagok
- Jesse Hasek
- Brian Vodinh
- Matt Wantland
- Luke Narey
- Chad Grennor

Volt tagok
- Ryan (Tater) Johnson
- Lewis Cosby
- Mike Underdown
- Andy Parks
- Ryan Collier
- Matt Brown
- Chad Huff
- Kyle Mayer